# Andrena pinkeunia
Andrena pinkeunia är en biart som beskrevs av Warncke 1969. Andrena pinkeunia ingår i släktet sandbin, och familjen grävbin. Inga underarter finns listade i Catalogue of Life.